# Mosaïques de Saint-Rustice
Les mosaïques de Saint-Rustice sont un ensemble de mosaïques conservées au musée Saint-Raymond de Toulouse.

## Découverte et description générale
En 1833, Jules Soulages, étudiant en archéologie, se rend à Saint-Rustice et y découvre les vestiges de thermes au-dessous d'une colline où se trouve une source. Il y découvre un ensemble de mosaïques décorant une salle de 13 m de long sur 2,80 m de large autour de laquelle s'ouvrait six absides. D'après Éric Morvillez, il s'agirait de l'apodyterium.
L'ensemble de mosaïques est composé de morceaux de marbres de huit couleurs différentes et aurait été réalisé entre les IVe et Ve siècles.

## Oceanus

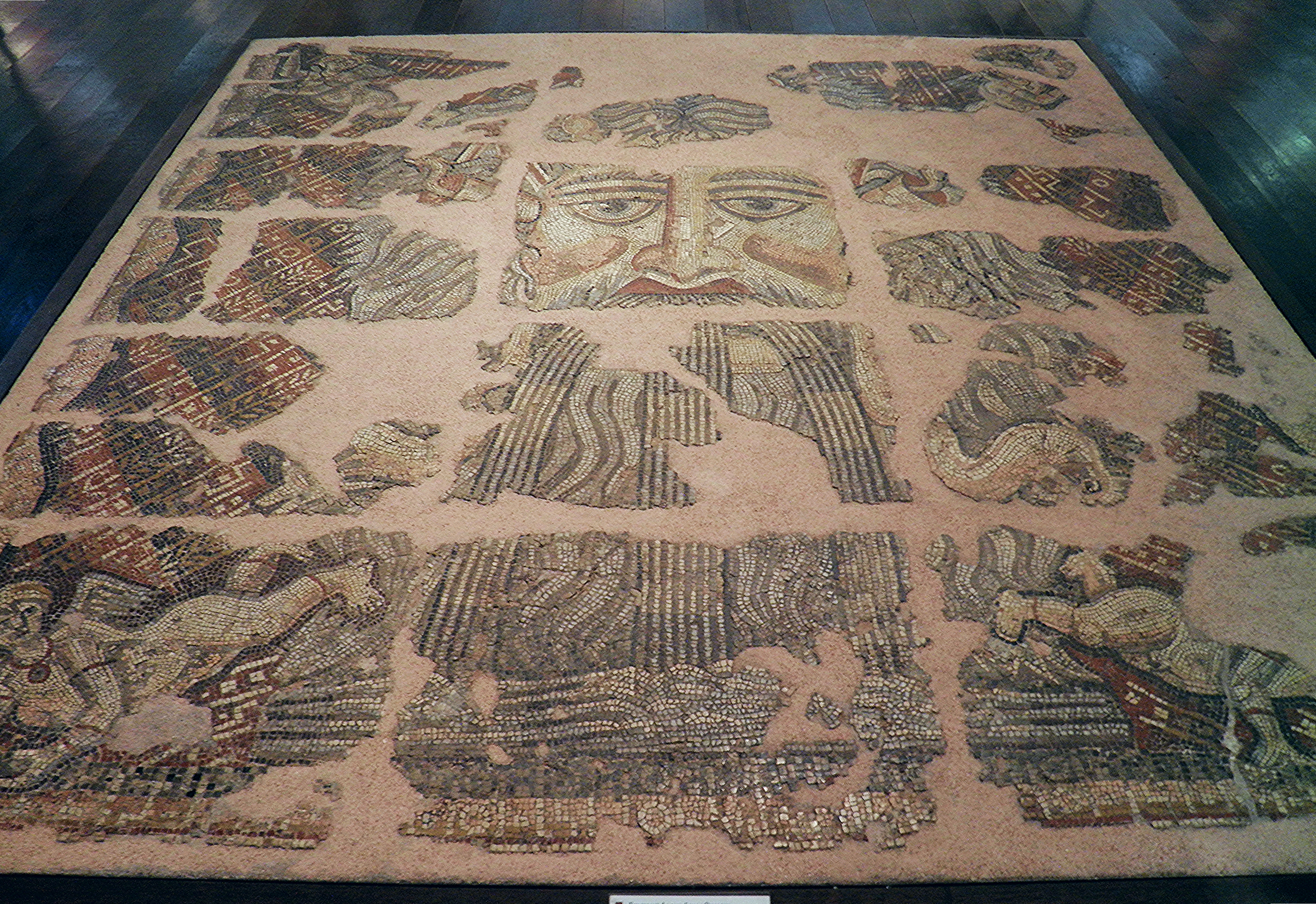
Ensemble de la mosaïque
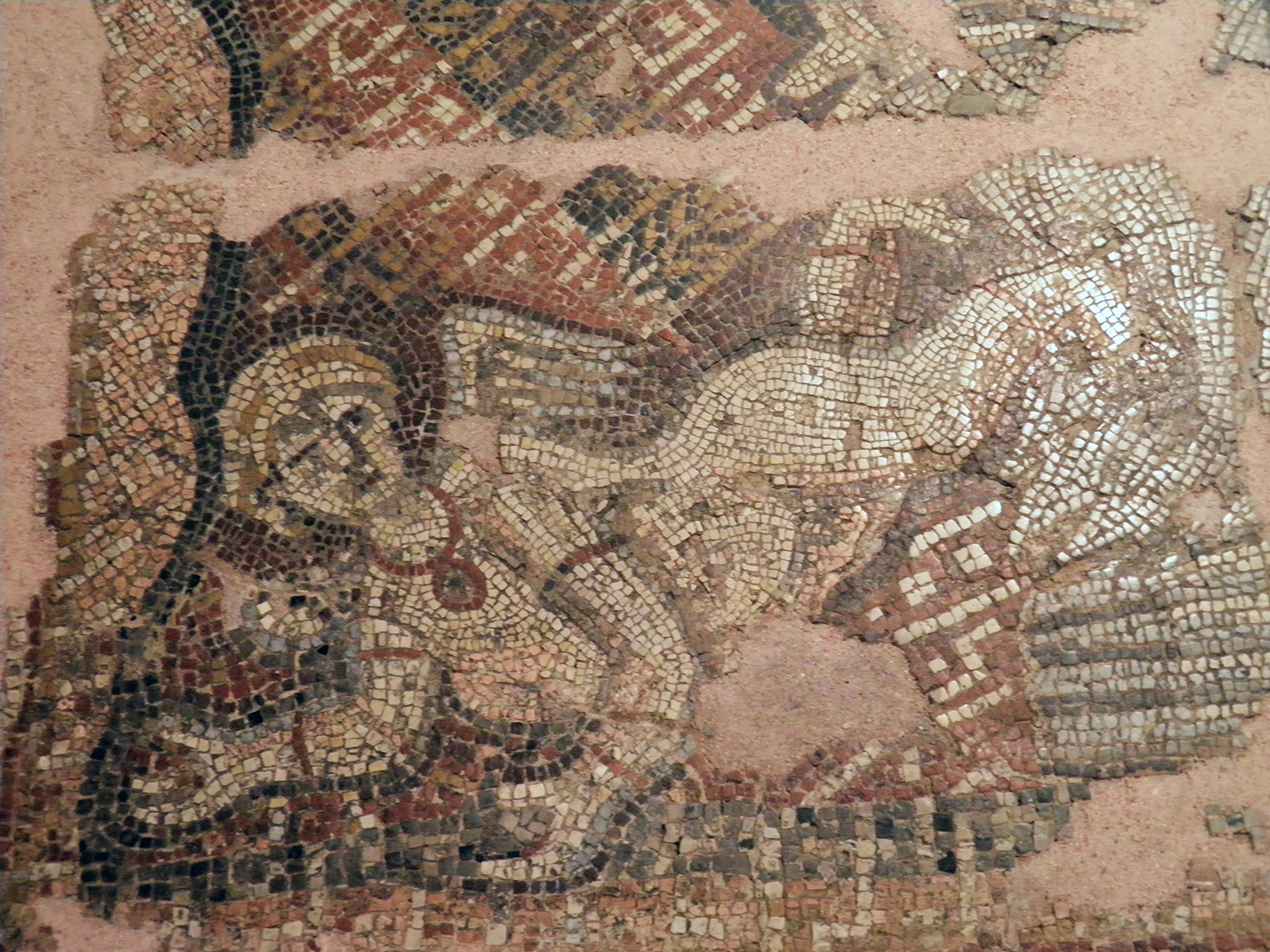
Génie ailé portant le fond de la mosaïque

La mosaïque représente le dieu Oceanus d'où sort de sa bouche trois fleuves. Des dauphins sortent de ses oreilles. Dans ses cheveux se trouvent des perles alignées de manière à représenter une queue d'écrevisse. Le fond représente une draperie entourée d'une bordure rouge à dessins jaunes, tenue par quatre génies ailés nus portant un collier rouge, des bracelets et un anneau de jambe.

## Thétis et Triton

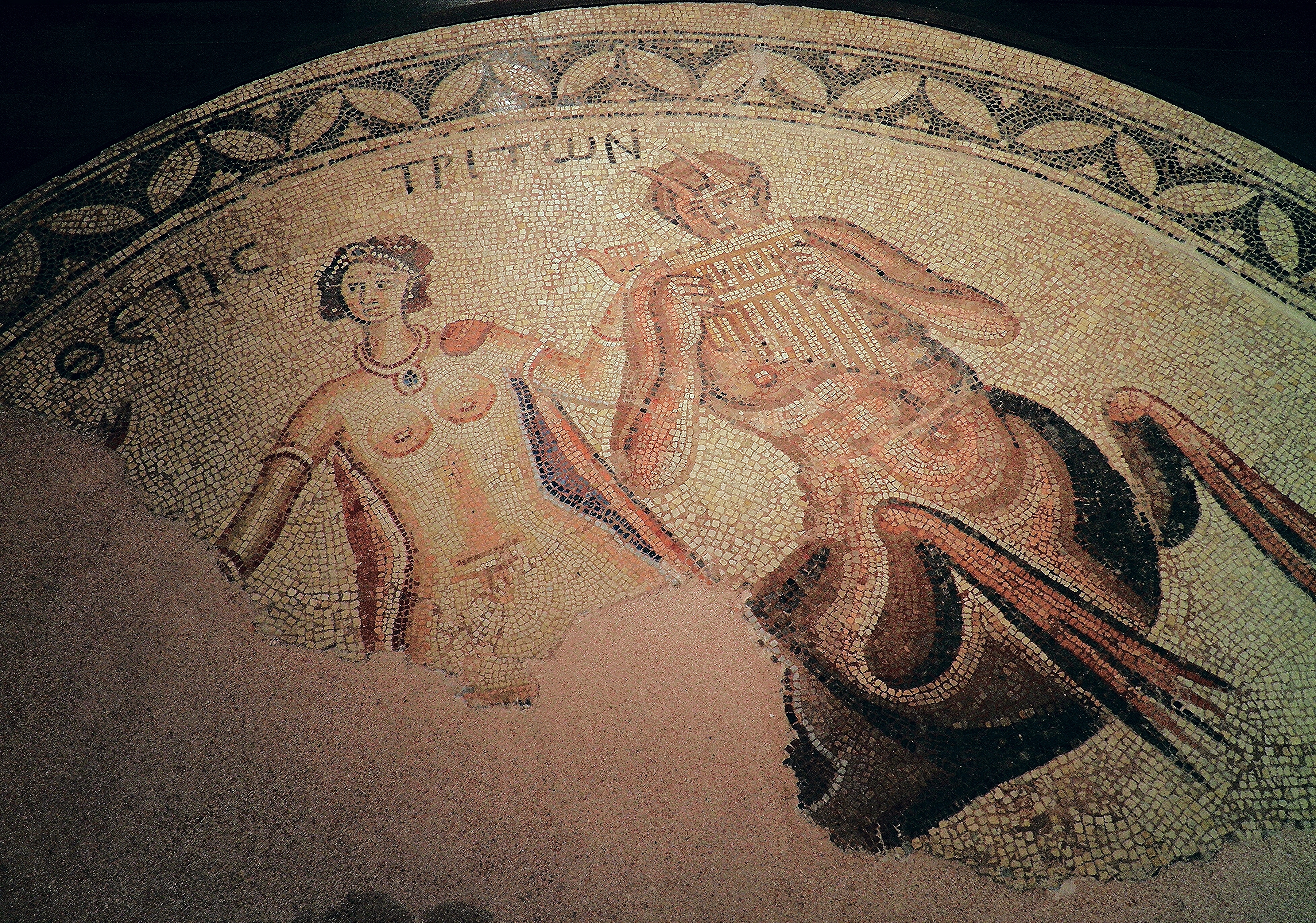
Mosaïque conservée au musée Saint-Raymond.
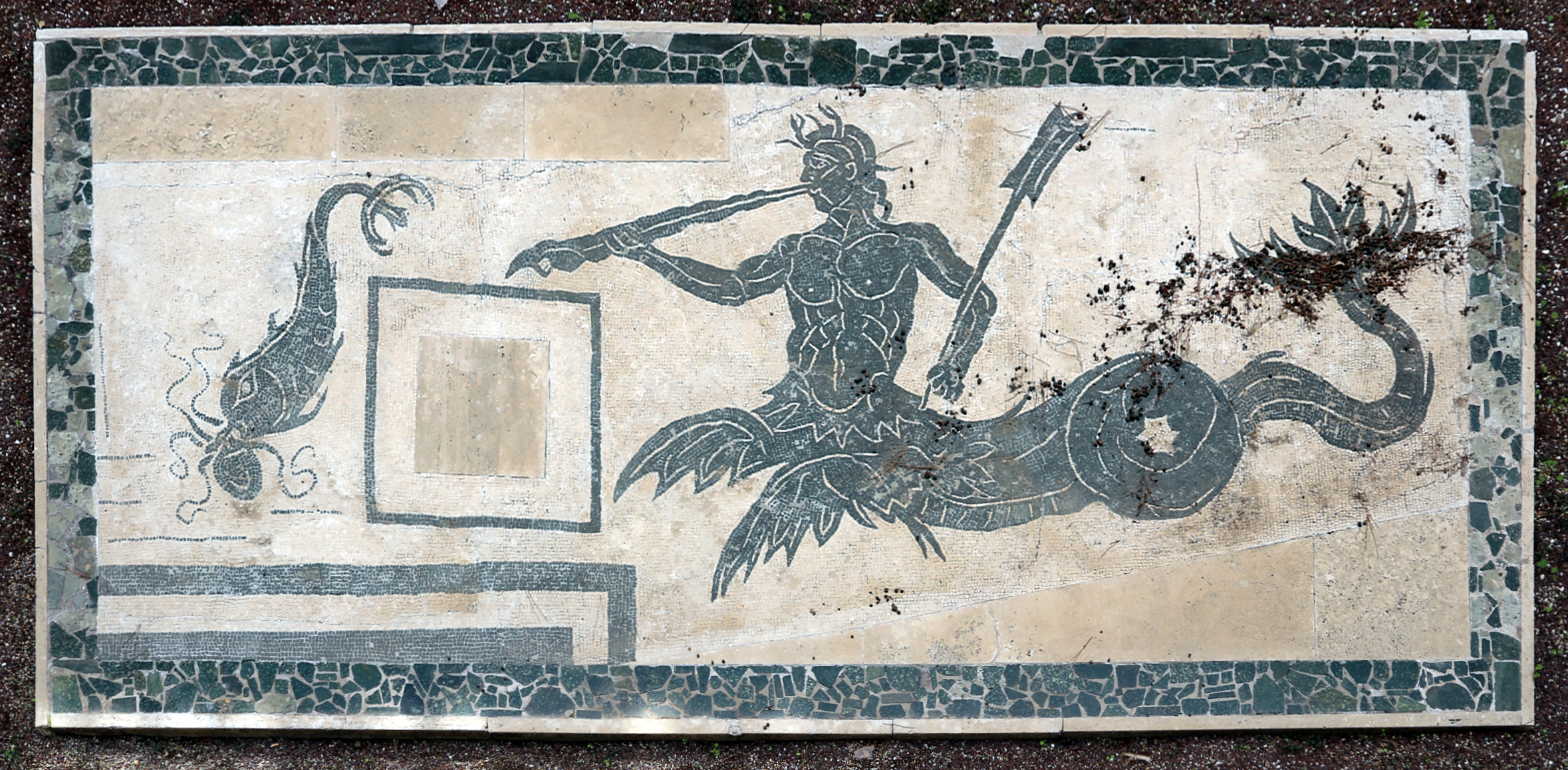
Mosaïque de la villa Giulia de Rome représentation Triton avec une conque marine.

En dehors de la flûte de Pan, la mosaïque a été rabotée au XIXe siècle pour la lisser. Elle a aussi été abîmée lors des constructions des nouveaux bâtiments du musée des Augustins de Toulouse entre 1880 et 1900, où elle était alors conservée. Contrairement aux représentations classiques de Triton, celui-ci ne souffle pas dans une conque marine mais dans une flûte de Pan, sans doute par méconnaissance du tesselarius de ce sujet mythologique particulier.

## Glaucos, Palémon et Ino
Cette mosaïque a été retrouvée à gauche de la mosaïque d'Océanus et représente Glaucus, Ino et Palémon. Glaucus a quatre cornes : deux, droites, le front et deux, recourbées, sur les tempes. Elles ressemblent à des roseaux. Il porte un manteau en écailles de poissons. Il a des nageoires à la place de ses jambes et une queue sur laquelle est assise Ino.
Les pieds d'Ino portent deux hastes, une draperie flotte sur sa tête et passe sous ses bras. Elle tient un sein de sa main gauche et tend sa main droite vers Palémon. Elle porte des bracelets et des tresses de perle.

## Nymphogénès et autres morceaux

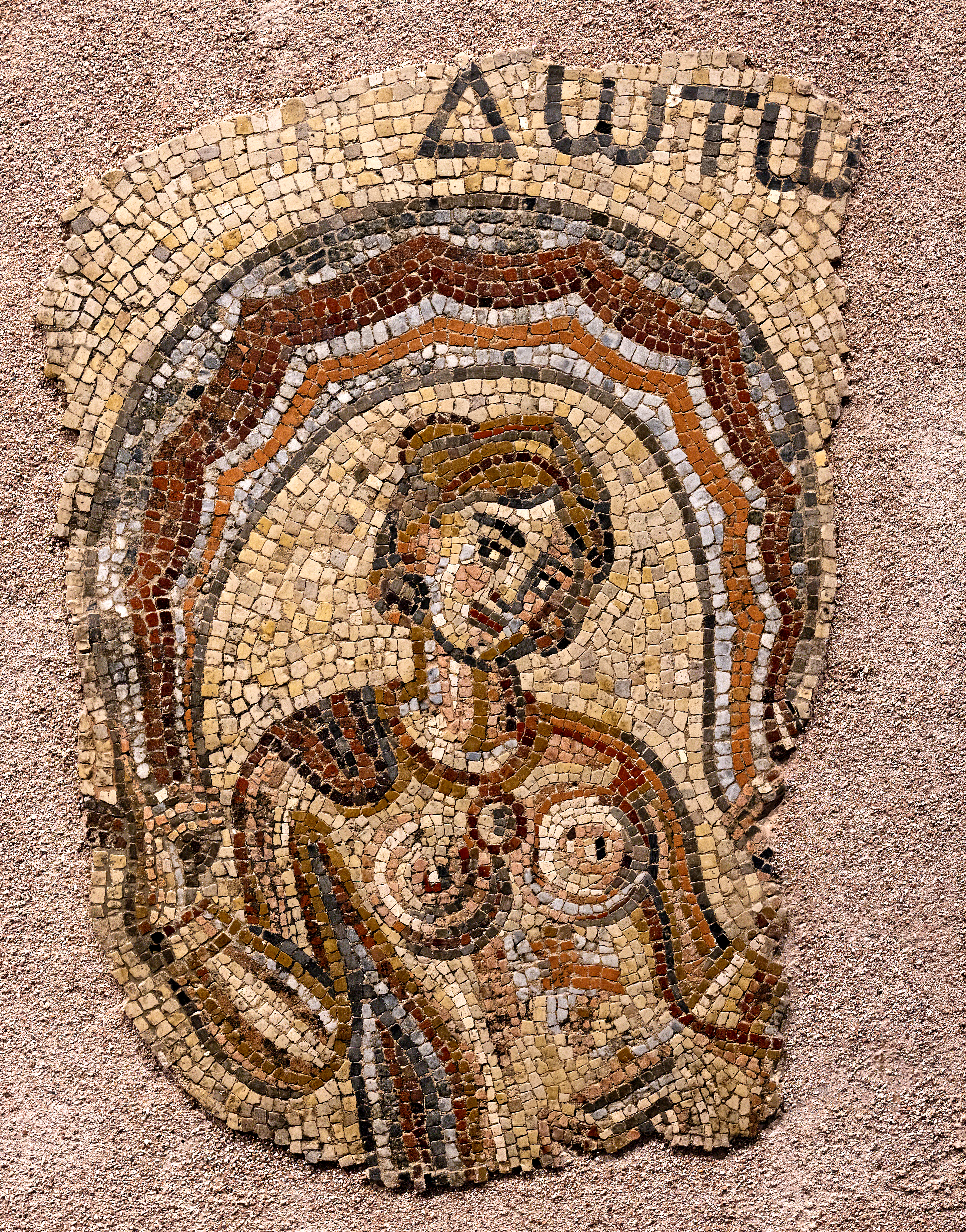
Ino, incorrectement reconstituée en Doto lors des fouilles du XIXe siècle.
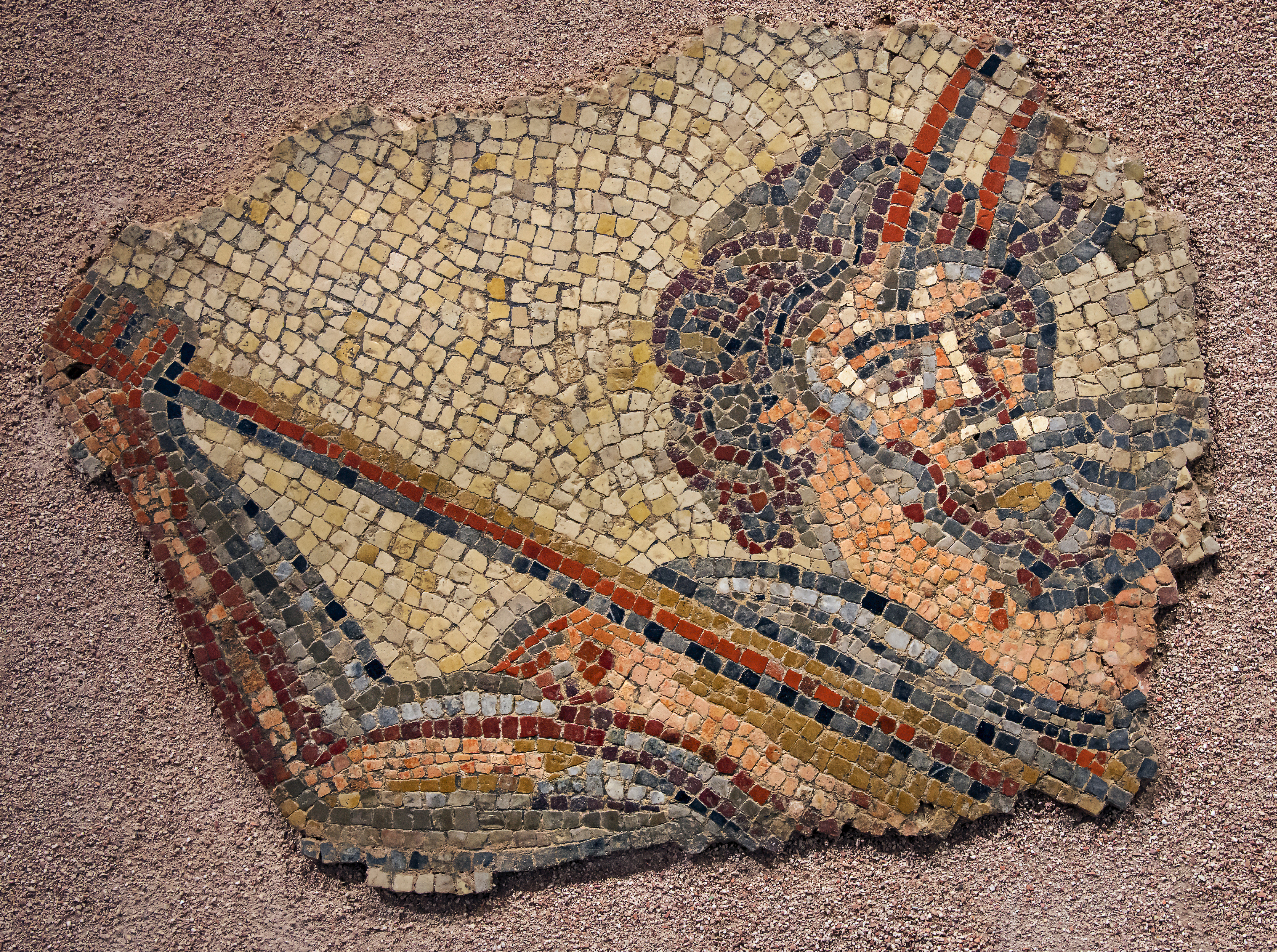
Le triton Nymphogénès.

## Expositions
- Le Carnyx et la Lyre
  - Musée des beaux-arts et d'archéologie de Besançon, 4 septembre au 22 novembre 1993
  - Musée des beaux-arts d'Orléans, 18 décembre 1993 au 28 février 1994
  - Musée de l'Ancien Évêché d'Évreux, 26 mars au 30 mai 1994